# Мучка
Мучка (устар. Мохкйок) — река в России, протекает по Мурманской области. Устье реки находится в 5 км по правому берегу реки Териберка. Длина реки составляет 31 км, площадь водосборного бассейна 192 км².
Берёт начало из безымянного озера на высоте 192,6 м над уровнем моря.

## Данные водного реестра
По данным государственного водного реестра России относится к Баренцево-Беломорскому бассейновому округу, водохозяйственный участок реки — реки бассейна Баренцева моря от восточной границы реки Печенга до западной границы бассейна реки Воронья, без рек Тулома и Кола. Речной бассейн реки — бассейны рек Кольского полуострова, впадает в Баренцево море.
Код объекта в государственном водном реестре — 02010000612101000003319.